# Padilla armata
Padilla armata là một loài nhện trong họ Salticidae.
Loài này thuộc chi Padilla. Padilla armata được Elizabeth Maria Gifford Peckham & George William Peckham miêu tả năm 1894.